# 綠色牢籠
《綠色牢籠》（英語：Green Jail）為導演黃胤毓2021年完成的紀錄片作品，以二戰前台灣人至日本沖繩西表島的「西表礦坑」開採煤礦的歷史事件為主題。是導演以「八重山台灣人」為主題的「狂山之海」三部曲的第二部作品。

## 內容簡介
二次世界大戰前，日本沖繩八重山群島中的西表島島上的「西表礦坑」被稱之為「綠色牢籠」。 招募了來自日本九州、沖繩與殖民地臺灣、朝鮮等地的礦工，以人力開採煤礦供應日本戰備需求。礦工在溽熱與封閉的島上，冒著感染瘧疾的風險，被迫勞動、被迫注射嗎啡，因而染上毒癮、遭到高壓管理且不人道的對待，許多人無法逃離因而喪命。
主角橋間良子（1926-2018）本名江氏緞，基隆出生，在10歲多時，以童養媳的身分，被擔任礦工包商工頭兼人力仲介的養父楊添福舉家移居西表島，她僅在戰後2年短暫回台過，直到92歲離世前，都在西表島的白濱村生活。導演自2014年開始拍攝訪談橋間良子直至她離世，她是少數可以講述關於台灣移民跟礦坑歷史親身經歷的受訪者。
導演也將田野調查與實地走訪期間的資料，匯集成同名專書《綠色牢籠：埋藏於沖繩西表島礦坑的台灣記憶》

## 參展紀錄
| 評獎名稱           | 獎項           | 提名者       | 結果 |
| ------------------ | -------------- | ------------ | ---- |
| 2021台北電影獎     | 最佳紀錄片     | 《綠色牢籠》 | 提名 |
| 2021台北電影獎     | 最佳聲音設計   | 《綠色牢籠》 | 提名 |
| 2021台北電影獎     | 最佳配樂       | 《綠色牢籠》 | 提名 |
| 2021台北電影節     | 國際新導演競賽 | 《綠色牢籠》 | 提名 |
| 2021大阪亞洲電影節 | 獨立論壇       | 《綠色牢籠》 | 提名 |

## 相關書籍
| 書名                                     | 作者   | 出版社     | ISBN          |
| ---------------------------------------- | ------ | ---------- | ------------- |
| 綠色牢籠：埋藏於沖繩西表島礦坑的台灣記憶 | 黃胤毓 | 前衛出版社 | 9789578019393 |

## 外部連結
《綠色牢籠》官方網站 （页面存档备份，存于）